# Пеї-де-ла-Луар
Пеї́-де-ла-Луа́р (фр. Pays-de-la-Loire — дослівно країна Луари) — регіон на заході Франції. Головне місто Нант. Населення 3,344 млн чоловік (5-е місце серед регіонів).

## Географія
Площа території 32 082 км². Регіон включає департаменти Маєнн, Атлантична Луара, Мен і Луара, Сарта і Вандея. Через нього протікають річки Луара, Луар, Сарт і Маєнн.
Складається з історичних провінцій:
- частина Бретані, з її старовинним головним містом Нант, що розташоване у департаменті Атлантична Луара. Це тільки 20 % з Бретані, решта 80 % Бретані належать регіону Бретань.

- Анжу: значною мірою лежить в межах департаменту Мен і Луара. Інша частина колишньої провінції Анжу входить до складу Пеї-де-ла-Луар .

- Маєнн зараз поділяється на Маєнн і Сарта. Вся колишня провінція Майєнн входить до складу Пеї-де-ла-Луар.

- незначна частина Турені: розташована на південному сході департаменту Мен і Луара. Більшість колишньої провінції Турень входить до складу Центрального регіону.